# Hákarl
Hakarl (islandsko hákarl, skrajšano od kæstur hákarl [ˈkʰaistʏr ˈhauːˌkʰa(r)tl̥], v pomenu 'fermentirani morski pes') je islandska narodna jed, pripravljena iz mesa grenlandskega morskega psa, pripravljenega po posebnem fermentacijskem postopku. Fermentacijskemu postopku sledi dvo- do petmesečno sušenje na zraku. Ima močan vonj po amonijaku in izrazit ribji okus. Gre za jed, ki je posameznikom, ki je niso navajeni, praviloma neprivlačna. Pogosto se jé skupaj s šilcem lokalne žganice, imenovane brennivín.
Hakarl je na voljo skozi vse leto v islandskih trgovinah. Pogosto se postreže kot sestavina nabora islandskih jedi, ki se v islandščini imenuje þorramatur in je značilen v času praznika þorrablót.
Obstajata dve različici hakarla glerhákarl ([ˈklɛːrˌhauːˌkʰa(r)tl̥], v prevodu 'stekleni morski pes'), ki je rdečkast in bolj žilav in se pripravlja iz trebušnega dela morskega psa, ter skyrhákarl ([ˈscɪːr-], v prevodu 'skyrasti morski pes'), ki je bolj bel in mehek in se pripravi iz mesa trupa morskega psa.
Sveže meso grenlandskega morskega psa je sicer neužitno oziroma strupeno, ker vsebuje velike količine sečnine in trimetilamin-N-oksida. Z ustrezno pripravo (fermentacijo) postane meso nenevarno za uživanje.